# Pogonophryne permitini
Pogonophryne permitini är en fiskart som beskrevs av Andriashev, 1967. Pogonophryne permitini ingår i släktet Pogonophryne och familjen Artedidraconidae. Inga underarter finns listade i Catalogue of Life.